# Medína
Medína (arabsky al-Madína al-munawwara, المدينة المنورة) je město, které se nachází v západní části Saúdské Arábie. V městské oblasti Medína dnes žije asi 1,3 milionu obyvatel.

## Historie
V minulosti se město jmenovalo Jathrib, později neslo název Madínat an-Nabí (Město prorokovo). Medína patří vedle Mekky a Jeruzaléma mezi tři nejposvátnější centra islámu. Roku 622 přichází prorok Mohamed do Medíny a od toho roku je datován muslimský letopočet. Údajně zde vznikly také pozdní súry koránu. Medína je historicky první obcí, která přijala islám a z této oblasti bylo v 7. století zahájeno šíření nového náboženství do oblasti Arabského poloostrova a Severní Afriky. Ve městě se nachází tzv. Zelený dóm v němž se nachází hrobka proroka Mohameda.

## Zajímavosti
V srpnu 2018 byla mezi městy Medína a Mekka otevřena vysokorychlostní železniční trať. Spojnice dvou důležitých poutních míst v Saúdské Arábii je dlouhá 453 kilometrů a umožní cestování rychlostí až 300 km/h. Saúdská Arábie si od toho slibuje zvýšenou atraktivitu pro poutníky a další růst návštěvnosti těchto měst.